# 木脇悠太
木脇 悠太（きのわき ゆうた、1991年1月22日 - ）は、日本の元サッカー選手。現役時代のポジションはDF、MF。

## クラブ歴
京都サンガF.C.の下部組織に在籍した後、立命館大学を卒業、ポーランドのKSエネルゲティク・グリフィノに加入した。1シーズンをポーランドで過ごした後にラトビアのBFCダウガフピルスに移籍した。その後2015年には京都紫光サッカークラブに短期間在籍し、5月に退団した。
2015年にIリーグに昇格したアイゾールFCに移籍した。初出場は2016年1月9日のモフン・バガン・スーパー・ジャイアント戦でフル出場を果たしたものの、前回王者の前に3-1で敗れた。ホームでのベンガルールFC戦も落とした後のDSKシヴァイジャンスFC戦で初得点を挙げた。
2017年1月3日、Iリーグのシロン・ラジョンFCに移籍した。
2017年8月11日、モフン・バガン・スーパー・ジャイアントに移籍した。

## 統計
2016年4月16日現在
| 2014    | ダウガフピルス |          | ヴィルス | 21       | 0        | 0          | 0          | 21       | 0        |
| 日本    | 日本           | 日本     | 日本     | リーグ戦 | リーグ戦 | 天皇杯     | 天皇杯     | 期間通算 | 期間通算 |
| 2015    | 京都紫光       |          | 関西2部  | 3        | 1        | -          | -          | 3        | 1        |
| インド  | インド         | インド   | インド   | リーグ戦 | リーグ戦 | オープン杯 | オープン杯 | 期間通算 | 期間通算 |
| 2015-16 | アイガウル     | 3        | Iリーグ  | 15       | 2        | 0          | 0          | 15       | 2        |
| 通算    | ラトビア       | ラトビア | ヴィルス | 21       | 0        | 0          | 0          | 21       | 0        |
| 通算    | 日本           | 日本     | 関西2部  | 3        | 1        | -          | -          | 3        | 1        |
| 通算    | インド         | インド   | Iリーグ  | 15       | 2        | 0          | 0          | 15       | 2        |
| 総通算  | 総通算         | 総通算   | 総通算   | 39       | 3        | 0          | 0          | 39       | 3        |